# Char réclame

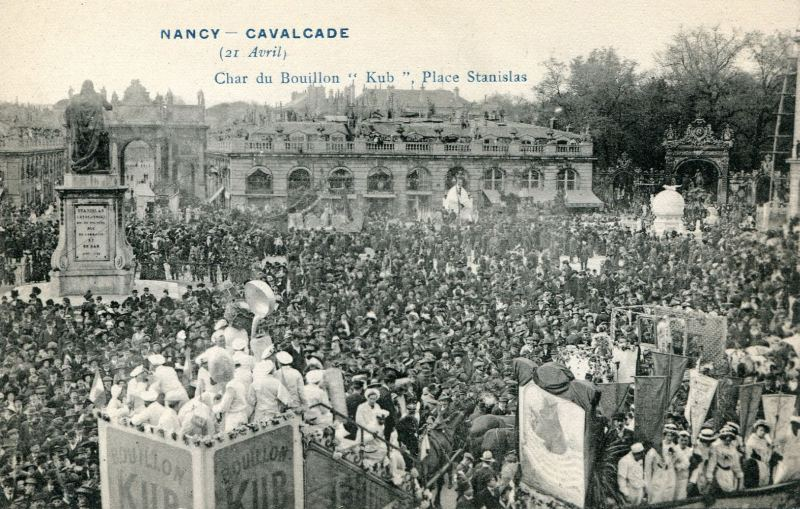
Char réclame du Bouillon Kub place Stanislas, participant à la cavalcade du 21 avril 1921 à Nancy.

Les chars réclame ou voitures-réclame étaient des chars publicitaires qui défilaient jadis sur la voie publique pour vanter les mérites d'un produit ou d'un établissement. 
À Paris, un char du biberon Robert, marque de biberons célèbre, a laissé en argot français l'expression « les roberts » pour désigner les seins des femmes.[réf. nécessaire]
Les chars réclame ont disparu, en France, durant l'entre-deux-guerres.

## Les chars réclame au carnaval de Paris

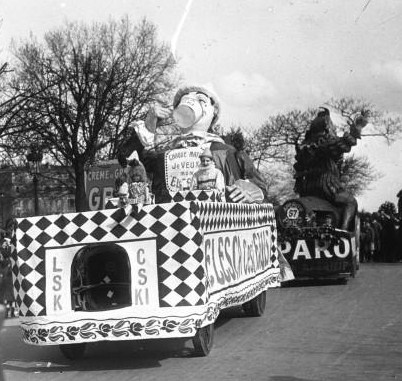
Char Elesca et un autre, à la Mi-Carême 1927 à Paris.

Ils se formaient en cortège de carnaval indépendant ou se joignaient aux cortèges du carnaval de Paris, tel le cortège du Bouillon Kub à la Mi-Carême au Carnaval de Paris 1913. La Lanterne écrit à ce propos le 1er mars 1913 :
« La Société du Bouillon Kub, placée immédiatement derrière le char de la Reine des Reines, présente cette année, aux Parisiens, de nombreux chars figurant des monuments bretons ou des scènes bretonnes. Au son de deux excellentes musiques, le cortège défile, précédé de trente trompettes à cheval. 
« Voilà le Dolmen avec berger breton, la Tour de Dinan avec la Duchesse Anne, le Départ du Pêcheur, le Retour du Marin, la Noce bretonne, etc., le tout escorté de Bretons et Bretonnes en costumes du pays. 
« C'est un beau succès pour le Bouillon Kub. »
Une série de cartes-postales en couleurs sortie cette année-là immortalise ce défilé publicitaire.

## Lutte contre la publicité
Très tôt on chercha[évasif], visiblement sans succès, à empêcher les chars réclame de se mêler à la fête.

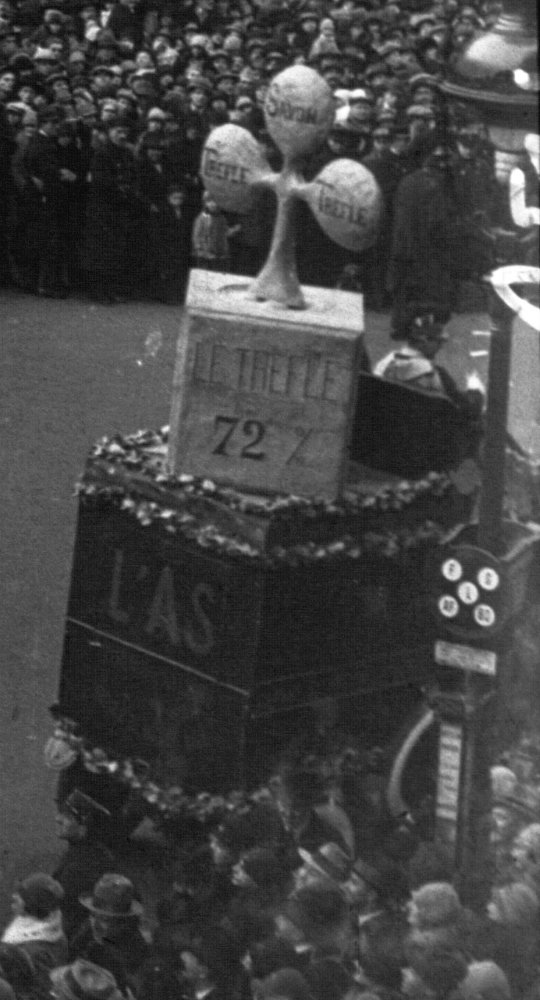
Char du savon Le Trèfle à la Mi-Carême 1928 à Paris.

Les « instructions générales » de la préfecture de police, pour la police municipale, lors de la Promenade du Bœuf Gras 1896 donnent entre autres instructions : « Ne pas laisser les chars réclame se joindre à la cavalcade ».

## Contre les chars réclame au Carnaval de Paris en 1891
Louis Pracy écrit dans La Semaine des familles le 31 janvier 1891 :
« Dans tous les cas, quelle que soit la décision prise, il y en a une que nombre de Parisiens désireraient voir appliquée (dans le cortège de la Promenade du Bœuf Gras au Carnaval de Paris), c'est qu'aucune voiture-réclame ne soit admise dans le cortège. Sans doute les commerçants qui font promener ces jours-là sur les boulevards des véhicules bizarres, d'où jaillissent des feux d'artifice de prospectus, déguisent tant qu'ils peuvent ce que l'annonce a de brutal en elle-même. 
« Mais le soin même qu'ils mettent à la masquer ne rend que plus vive la déception : on croit voir défiler des chars romains ou des carrosses Louis XIV, et c'est le café Chose ou le cirage Machin qui sollicite l'attention : c'est insupportable. »

## Quelques chars réclame au Carnaval de Paris

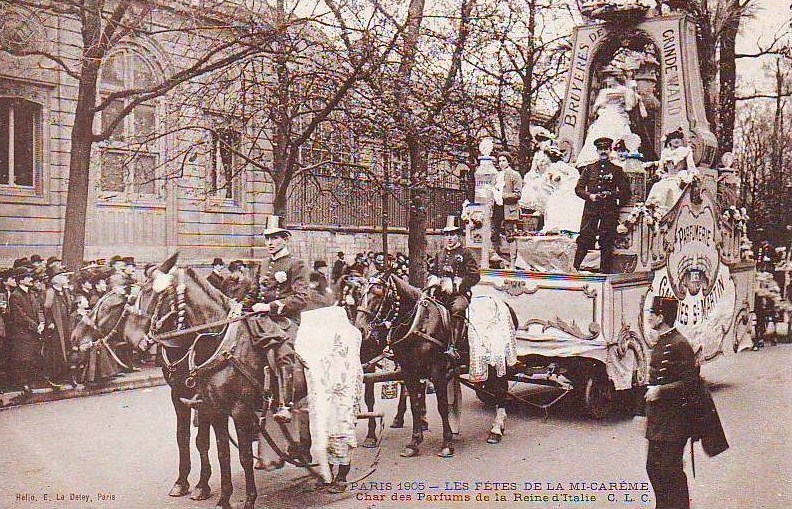
Parfumerie des Galeries Saint-Martin 1905
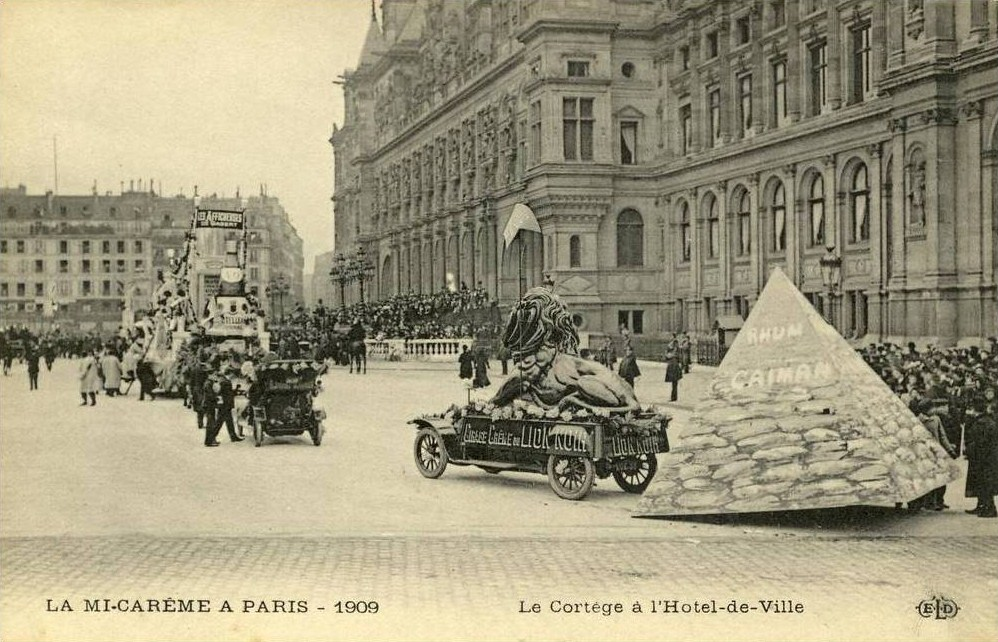
Cirage crème du Lion Noir, Rhum Caïman 1909
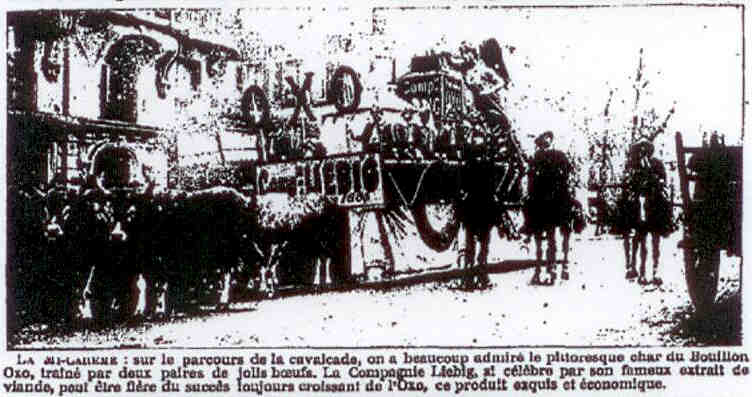
Bouillon Oxo 1912
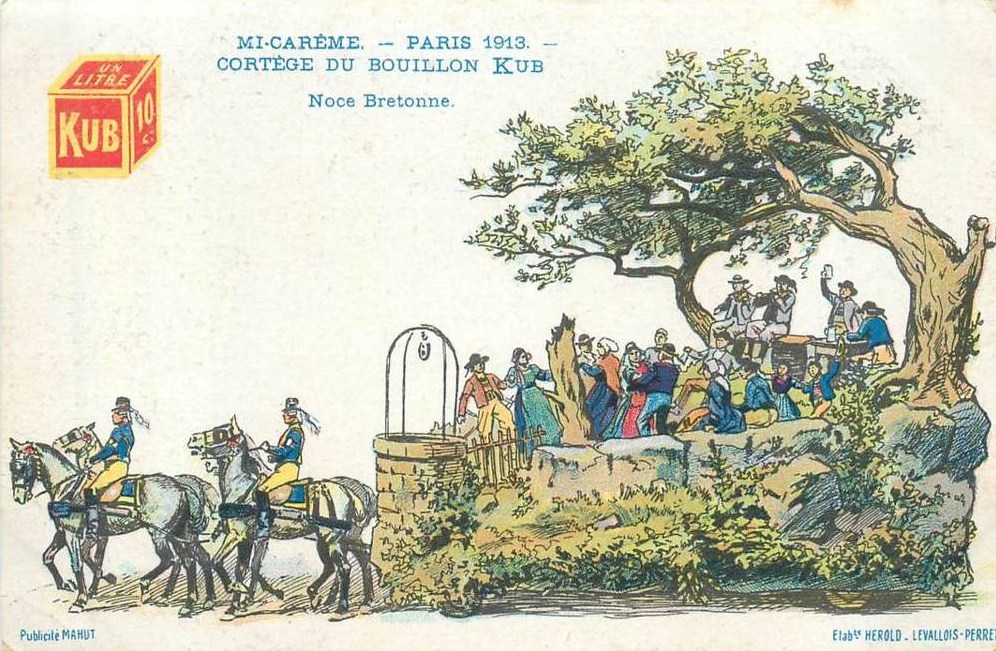
Bouillon Kub 1913 - Noce bretonne
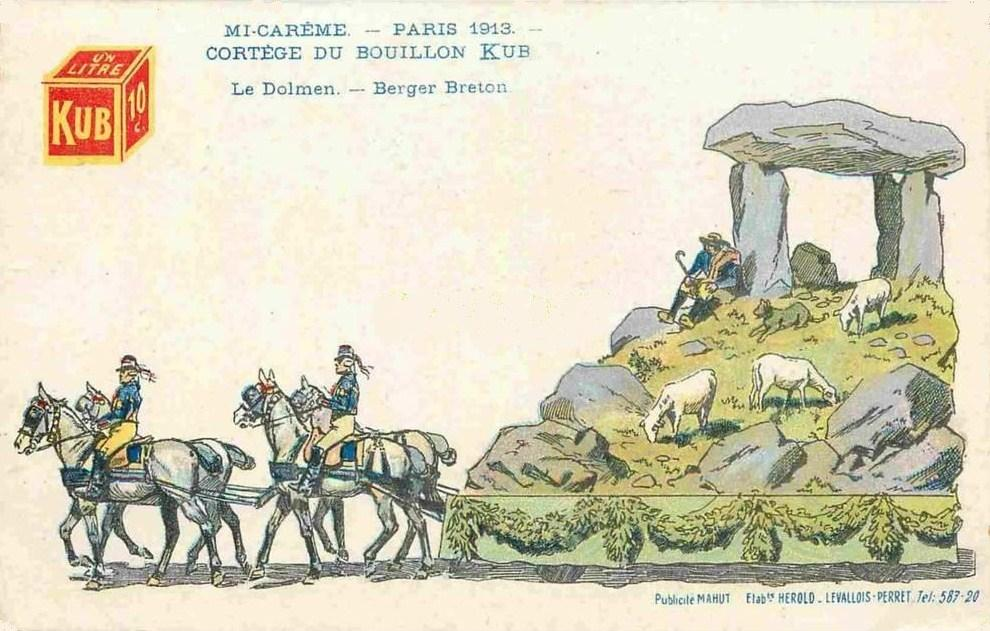
Bouillon Kub 1913 - Le Dolmen - Berger breton
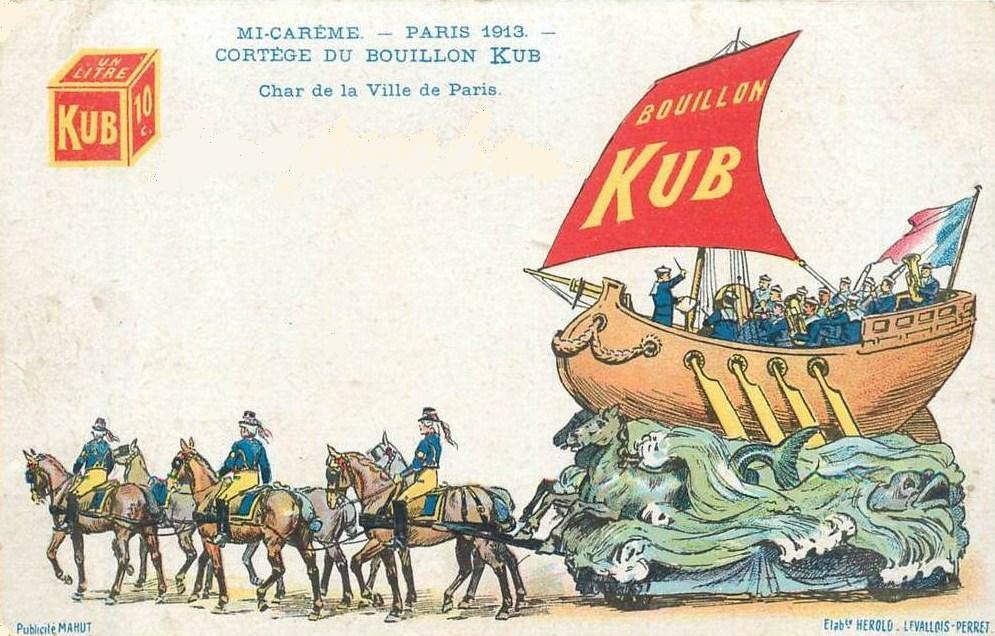
Bouillon Kub 1913 - Char de la Ville de Paris
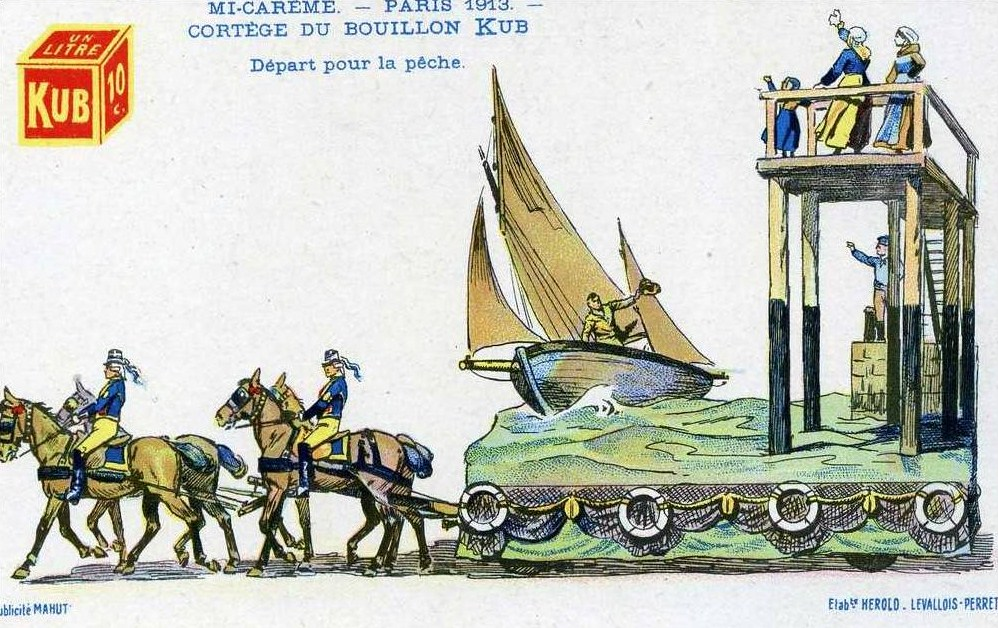
Bouillon Kub 1913 - Départ pour la pêche
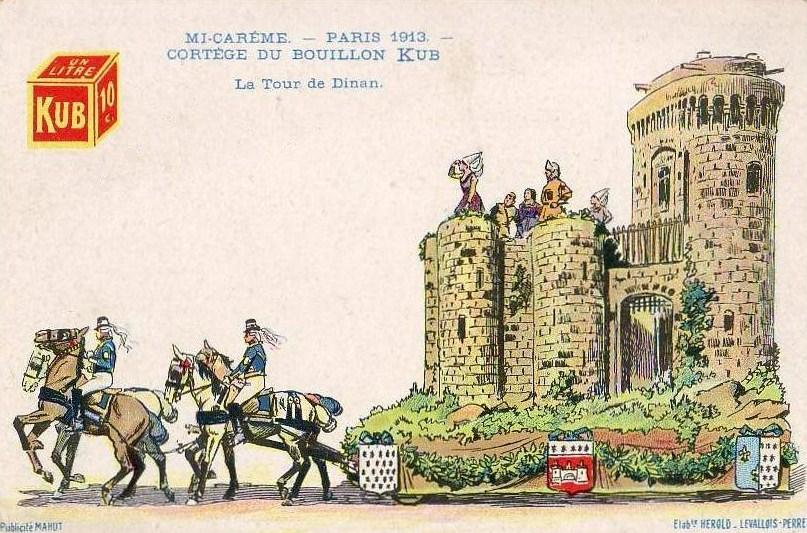
Bouillon Kub 1913 - La Tour de Dinan
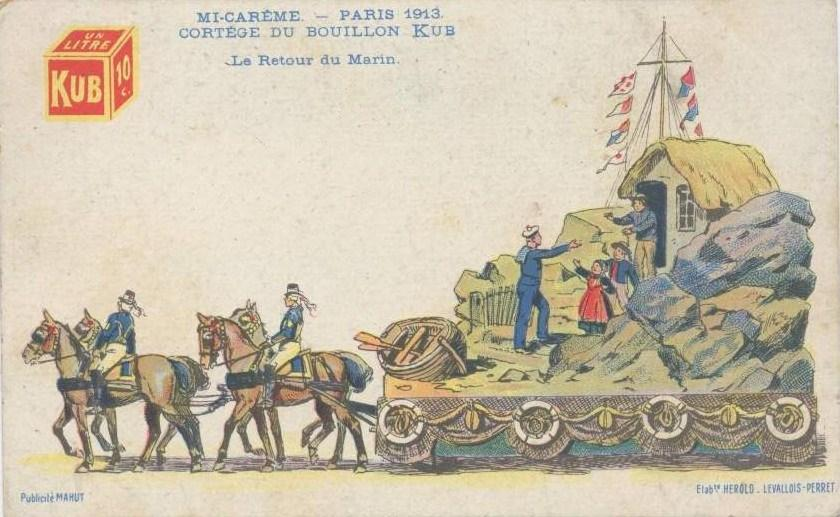
Bouillon Kub 1913 - Le retour du marin
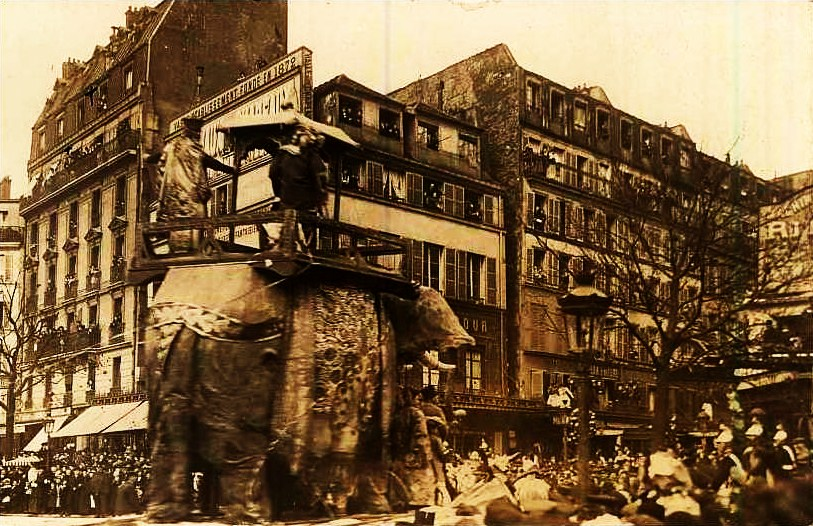
Char de l'éléphant, avant 1914 (serait la publicité pour une marque de cigarettes)
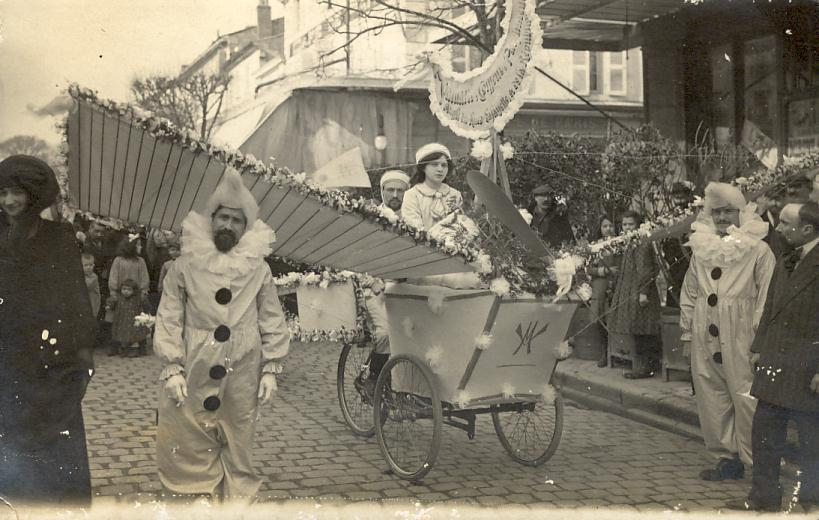
Triporteur, publicité pour un coiffeur parfumeur angle rue La Fayette-République, années 1920
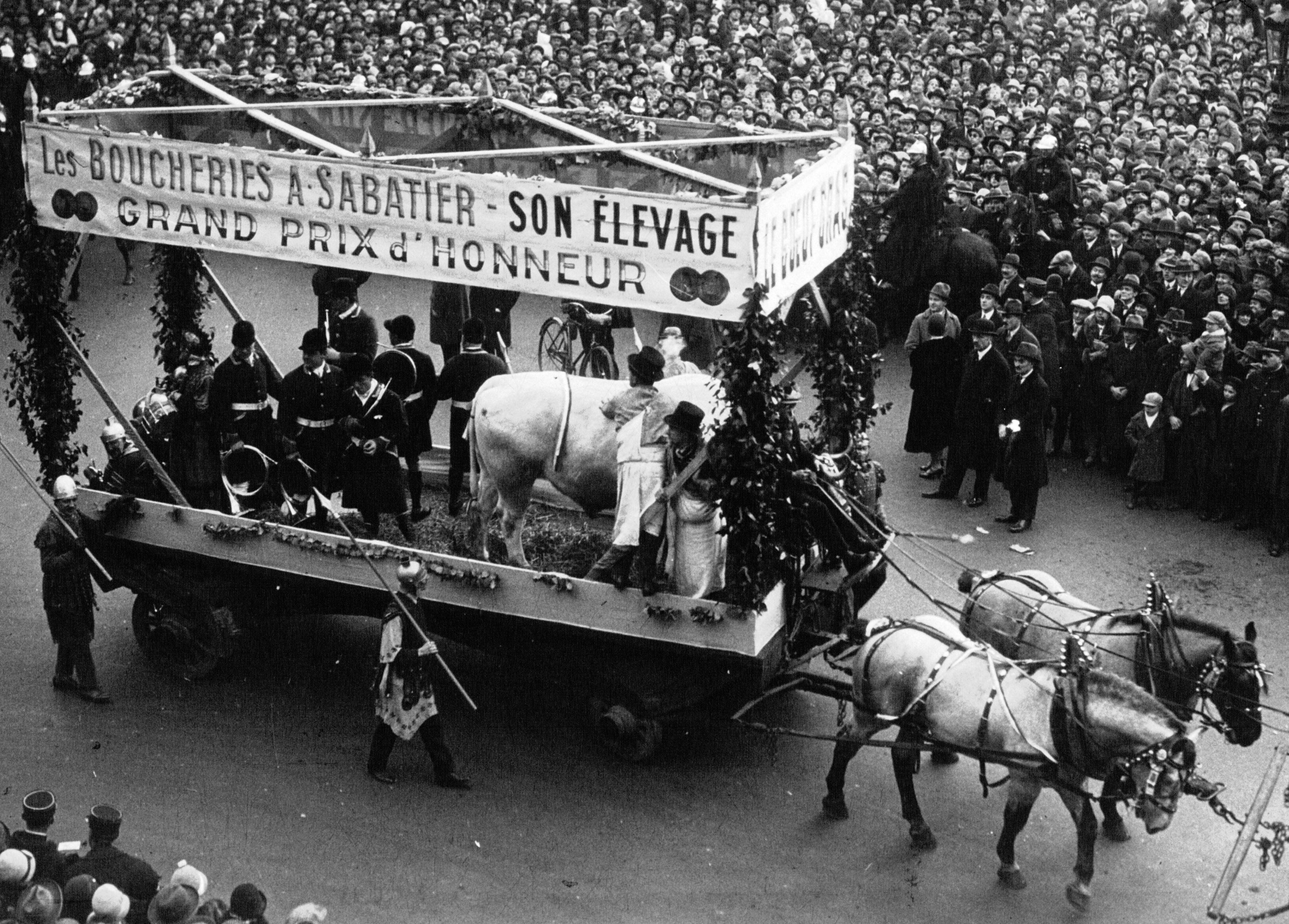
Char du Bœuf Gras, publicité pour les Boucheries Auguste Sabatier 1928